# 93 'til Infinity
93 'til Infinity es el álbum debut de Souls of Mischief. El grupo lo forman cuatro miembros (A-Plus, Opio, Phesto D y Tajai) y es un subgrupo del colectivo de hip hop Hieroglyphics.

## Lista de canciones
| #  | Título                 | Productor(es)             | Intérprete(s)                                        | Sample(s)                                                                                               |
| -- | ---------------------- | ------------------------- | ---------------------------------------------------- | --- |
| 1  | "Let 'Em Know"         | Domino                    | Souls of Mischief                                    | *"Shadow Dancers" de George Benson                                                                      |
| 2  | "Live and Let Live"    | Domino                    | Souls of Mischief                                    | *"Can I Dedicate" de Loading Zone                                                                       |
| 3  | "That's When Ya Lost"  | Del tha Funkee Homosapien | Souls of Mischief, Pep Love                          | *"Feeling You, Feeling Me" de Monk Higgins *"Statues" de Jack Bruce *"Who Do You Love" de The Doors     |
| 4  | "A Name I Call Myself" | Del tha Funkee Homosapien | Souls of Mischief                                    | *"Synthetic Substitution" de Melvin Bliss *"Skydive" de Freddie Hubbard *"Respect" de Rotary Connection |
| 5  | "Disseshowedo"         | Domino y Jay Biz          | Souls of Mischief                                    | *"Speak Truth to the People" de Butlers/Peter                                                           |
| 6  | "What a Way to Go Out" | A-Plus                    | Souls of Mischief                                    | *"North Carolina" de Les McCann *"Pass the Peas" de The J.B.'s *"I'm Housin'" de EPMD                   |
| 7  | "Never No More"        | A-Plus                    | Souls of Mischief                                    | *"First Light" de Freddie Hubbard                                                                       |
| 8  | "93 'til Infinity"     | A-Plus                    | Souls of Mischief                                    | *"Heather" de Billy Cobham                                                                              |
| 9  | "Limitations"          | Jay Biz                   | Souls of Mischief, Casual, Del tha Funkee Homosapien | *"We're A Winner" de Curtis Mayfield                                                                    |
| 10 | "Anything Can Happen"  | A-Plus                    | Souls of Mischief                                    | *"Lonely Town" de Freddie Hubbard *"Rainmaker" de Traffic                                               |
| 11 | "Make Your Mind Up"    | Del tha Funkee Homosapien | Souls of Mischief                                    | *"Collage" de Ramsey Lewis                                                                              |
| 12 | "Batting Practice"     | Casual                    | Souls of Mischief                                    | *"Povo" de Freddie Hubbard                                                                              |
| 13 | "Tell Me Who Profits"  | Domino                    | Souls of Mischief                                    | *"Inside You" de Eddie Henderson                                                                        |
| 14 | "Outro"                | Domino                    | Souls of Mischief                                    | *"Africana" de The Propositions                                                                         |

## Singles del álbum singles
| Información del sencillo                                                                             |
| --- |
| "93 'Til Infinity" - Publicado: 1993 - Cara B: "Disseshowedo"                                        |
| "That's When Ya Lost" - Publicado: May 10, 1993 - Cara B: "I Ain't Trippin' (Remix)", "Let 'Em Know" |
| "Never No More" - Publicado: 1994 - Cara B: "Make Your Mind Up", "Good Feeling"                      |

## Posiciones del álbum en listas de éxitos
| Año  | Álbum            | Posición en listas | Posición en listas     |
| Año  | Álbum            | Billboard 200      | Top R&B/Hip Hop Albums |
| ---- | ---------------- | ------------------ | ---------------------- |
| 1993 | 93 'til Infinity | 85                 | 17                     |

## Posiciones de singles en listas de éxitos
| Año  | Canción               | Posición en listas | Posición en listas               | Posición en listas | Posición en listas                 |
| Año  | Canción               | Billboard Hot 100  | Hot R&B/Hip-Hop Singles & Tracks | Hot Rap Singles    | Hot Dance Music/Maxi-Singles Sales |
| ---- | --------------------- | ------------------ | -------------------------------- | ------------------ | ---------------------------------- |
| 1993 | "93 'Til Infinity"    | 72                 | 65                               | 11                 | 20                                 |
| 1993 | "That's When Ya Lost" | -                  | -                                | 24                 | -                                  |
| 1994 | "Never No More"       | -                  | -                                | 46                 | 15                                 |

## Créditos
Souls Of Mischief: 
- Opio
- Tajai
- Phesto
- A-Plus - DJ

Personal adicional: 
- Pep Love
- Del Tha Funkee Homosapien
- Casual - rap, vocales
- Bill Ortiz - trompeta
- Domino
- Jay Biz
- Kwam
- Snupe - vocales de apoyo